# Anthurium apaporanum
Anthurium apaporanum är en kallaväxtart som beskrevs av Richard Evans Schultes. Anthurium apaporanum ingår i släktet Anthurium och familjen kallaväxter. Inga underarter finns listade.